# Rebelião de Kamwina Nsapu
A rebelião de Kamwina Nsapu ou Kamuina Nsapu foi uma rebelião instigada pela milícia Kamwina Nsapu contra as forças de segurança estatais na República Democrática do Congo, nas províncias de Cassai Central, Cassai, Cassai Oriental, Lomami e Sancuru. Os combates começaram depois que a milícia liderada por Kamwina Nsapu atacou as forças de segurança em agosto de 2016. Há uma natureza étnica no conflito, uma vez que a milícia é composta principalmente por lubas que matam seletivamente indivíduos de etnias não lubas.

## Cronologia

### Agosto a Setembro de 2016
O primeiro confronto ocorreu em Tshimbulu em agosto de 2016, quando uma milícia do líder local chamado Kamwina Nsapu, que estava contestando o governo central, começou a pedir por uma insurreição e atacou a polícia local. Posteriormente, foi morto junto com outros oito milicianos e 11 policiais.
O filho de Nsapu, mais tarde, pediu ao governo local para fazer a sua própria cerimônia oficial, mas o governo local se recusou a fazer. Em setembro de 2016, a milícia de Nsapu tomou conta de uma área de 180 km de Kananga, e posteriormente capturou o aeroporto de Kananga antes de ser retomado pelas forças armadas da República Democrática do Congo.  Em 26 de setembro de 2016, o governo anunciou que, no total, 49 pessoas foram mortas (27 milicianos, 16 policiais e 6 civis) e 185 milicianos foram capturados desde que os combates começaram.

### Fevereiro de 2017
Em 9 de fevereiro de 2017, os conflitos eclodiram em Tshimbulu entre 300 milicianos e as forças armadas em um ataque de represália pela milícia. Pelo menos seis pessoas foram mortas, incluindo um civil. No dia seguinte, de 60 a 75 foram mortos pelas forças armadas, enquanto pelo menos dois soldados foram feridos.  Em 14 de fevereiro o porta-voz dos direitos humanos das Nações Unidas Liz Throssell anunciou que pelo menos 101 pessoas foram mortas pelas forças do governo, entre 9 e 13 de fevereiro, com 39 mulheres.